# Мішель Клуні
Міше́ль Клу́ні (англ. Michelle Renee Clunie; нар. 7 листопада 1969, Портленд, штат Орегон), — американська актриса. Прославилась виконанням ролі лесбійки Мелані Маркус в серіалі «Близькі друзі» каналу «Showtime».

## Біографія
Мішель Клуні виросла в Портленді (Орегон) і вчилася в Академії професійного балету; пізніше танцювала в постановках хореографа Денніса Спрайту. Незабаром після переїзду в Лос-Анжелес, вона брала участь у постановці п'єси «Комедія Ероса» і отримала Нагороду DramaLogue як найкраща актриса. Вона знімалася на телебаченні у таких шоу, як The Jeff Foxworthy Show, ER, Life with Roger, і The Chris Elliot Show.
Клуні вперше з'явилася в кіно у фільмі «Звичайні підозрювані», а потім знімалася разом із Софі Марсо у «Загублені і Знайдені» (англ. Lost and Found).
На сцені вона грала у п'єсі «Клас» в 1999 році в театрі Тіффані, грала роль в «Антигоні». Також грала роль Ніни в «Чайці», Меггі в «Після падіння» Артура Міллера, і в інших п'єсах.
Вона знімалася і в інших фільмах компанії «Showtime» (крім «Близьких друзів») — наприклад у фільмі Damaged Care, в ролі Джеммі Комбс. Брала участь у зборі грошей для програми «Зупинити насильство проти жінок».

## Фільмографія
- 2009 Гімнастки | Make It or Break It (США)
- 2008 Сонячна спалах | Solar Flare (США)
- 2005—2010 Шукач | Closer, The (США)
- 2004—2009 Доктор Хауз | House M.D. (США)
- 2003—2006 Місія ясновидіння | 1-800-Missing (США, Канада)
- 2002—2009 Без сліду | Without a Trace | Vanished (США)
- 2000—2005 Близькі друзі | Queer as Folk (Канада, США):: Мелані Маркус:: головна роль
- 1999—2005 Справедлива Емі | Judging Amy (США)
- 1999 Щаслива пропажа | Lost & Found (США)
- 1998—2002 Ві-ай-пі | V.I.P. (США, Німеччина)
- 1997—2000 Дорога, я зменшив дітей | Honey, I Shrunk the Kids: The TV Show (США)
- 1997—1998 Найтмен | Night Man (Канада, США)
- 1996—2000 Поліцейські на велосипедах | Pacific Blue (США)
- 1995—2005 Військові слідчі | JAG (США)
- 1995 Шоу Джеффа Фоксуорті | Jeff Foxworthy Show, The (США)
- 1995 Підозрілі особи | Usual Suspects, The | Suspicious Minds (США, Німеччина)
- 1995 Космос: Далекі куточки | Space: Above and Beyond (США)
- 1995 Божевільне телебачення | Mad TV (США)
- 1994—2009 Швидка допомога | ER (США)
- 1994 Встигнути до півночі: Продовження | Another Midnight Run (США)
- 1993—2001 Діагноз: Вбивство | Diagnosis Murder (США)
- 1993—2000) Хлопець пізнає світ | Boy Meets World (США)
- 1993 Сансет Стріп | Sunset Strip (США)
- 1993 Джейсон відправляється в пекло: Остання п'ятниця | Jason Goes to Hell: The Final Friday (США):: Дебора
- 1991 Шовкові мережі | Silk Stalkings (США)